# Genesis (hudební skupina)
Genesis ([dženezis]) byla anglická rocková kapela, která vznikla na Charterhouse School v Godalmingu v hrabství Surrey v roce 1967. Nejstabilnější a nejúspěšnější sestavu kapely tvořili klávesista Tony Banks, baskytarista/kytarista Mike Rutherford a bubeník/zpěvák Phil Collins. V 70. letech, kdy v kapele působili také zpěvák Peter Gabriel a kytarista Steve Hackett, patřili Genesis mezi průkopníky progresivního rocku. Banks a Rutherford byli jedinými stálými členy po celou historii kapely.
Kapelu založili studenti Charterhouse Banks, Rutherford, Gabriel, kytarista Anthony Phillips a bubeník Chris Stewart. Jméno kapely navrhl bývalý student Charterhouse a popový impresário Jonathan King, který jim zařídil nahrání několika singlů a debutového alba From Genesis to Revelation (1969). Po rozchodu s Kingem začala kapela koncertovat, podepsala smlouvu s Charisma Records a posunula se k progresivnímu rocku s dalším albem Trespass (1970). Po nahrávání tohoto alba Phillips odešel a Banks, Rutherford a Gabriel naverbovali Collinse a Hacketta před nahráváním Nursery Cryme (1971). Jejich živá vystoupení začala být známá Gabrielovými divadelními kostýmy a hereckými výstupy. Foxtrot (1972) bylo jejich prvním albem, které se umístilo v britském žebříčku, a Selling England by the Pound (1973) dosáhlo třetího místa a přineslo jejich první britský hit „I Know What I Like (In Your Wardrobe)“. Konceptuální album The Lamb Lies Down on Broadway (1974) bylo propagováno transatlantickým turné s propracovanou pódiovou show, než Gabriel skupinu opustil.
Collins převzal roli hlavního zpěváka a jako kvarteto kapela vydala alba A Trick of the Tail a Wind & Wuthering (obě 1976), která potvrdila jejich úspěch. Hackett v roce 1977 kapelu opustil a Genesis se zredukovali na trojici Banks, Rutherford a Collins. Jejich deváté studiové album ...And Then There Were Three... (1978) obsahovalo první velký hit kapely „Follow You Follow Me“. Následujících pět studiových alb — Duke (1980), Abacab (1981), Genesis (1983), Invisible Touch (1986) a We Can't Dance (1991) — se neslo v popovějším duchu a všechna byla komerčně úspěšná. Collins kapelu opustil v roce 1996 a nahradil ho zpěvák Ray Wilson, který se podílel na posledním studiovém albu Calling All Stations (1997). Slabé kritické i komerční přijetí alba vedlo k rozpadu kapely. Banks, Rutherford a Collins se znovu sešli v roce 2007 na Turn It On Again Tour a znovu v roce 2021 na turné The Last Domino?.
S odhadem mezi 100 až 150 miliony prodaných alb po celém světě patří Genesis mezi nejprodávanější hudební umělce všech dob. Jejich diskografie zahrnuje patnáct studiových a šest živých alb. Získali řadu ocenění, včetně ceny Grammy za nejlepší koncepční hudební video za „Land of Confusion“, a inspirovali množství tribute kapel, které napodobují vystoupení Genesis z různých období jejich kariéry. V roce 2010 byli Genesis uvedeni do Rock and Roll Hall of Fame.

## Historie

### Vývoj sestavy

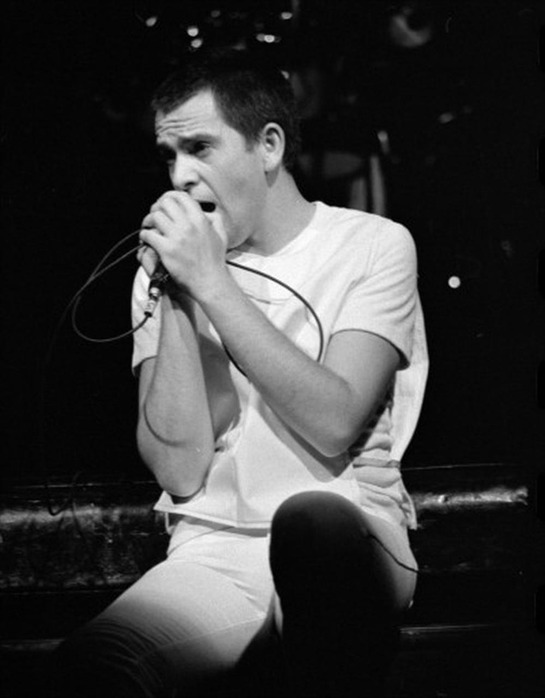
Peter Gabriel v roce 1978

Skupina vznikla v roce 1967 ze školní skupiny The Garden Wall, vzešlé z elitní internátní školy Charterhouse v Godalmingu v Surrey, jihozápadně od Londýna. Zakládajícími členy byli Peter Gabriel (zpěv, flétna, hoboj), Tony Banks (klávesy), Anthony Phillips (kytara), Chris Stewart (bicí) a Mike Rutherford (kytara, basová kytara). Bubeník kapely se zpočátku často měnil, Stewarta po roce nahradil John Silver a toho pak zase John Mayhew.
Roku 1970 vypsali Genesis opět konkurs na bubeníka, v němž uspěl Phil Collins, který teprve s náročným instrumentálním stylem kapely plně souzněl. V tomtéž roce z osobních důvodů odešel ze skupiny Phillips, kterého po půlročním hledání nového kytaristy nahradil Steve Hackett. Výsledné složení (Banks, Collins, Gabriel, Hackett, Rutherford) bývá označováno za „klasické“, a během období 1971–1975 vydala kapela klíčová alba Nursery Cryme, Foxtrot, Selling England by the Pound a koncepční dvojalbum The Lamb Lies Down on Broadway. Hudba tohoto období je charakteristická dlouhými instrumentálními sóly, složitou kompozicí a tendencí k experimentování. Během živých vystoupení si kapela získala osobitou tvář především díky převlekům, které používal Peter Gabriel.
Po turné v roce 1975 kapelu opouští zpěvák a frontman Peter Gabriel, jeho post zaujímá Phil Collins, který až do té doby zpíval pouze výjimečně (skladby „For Absent Friends“ a „More Fool Me“). Během živých vystoupení kapelu na bicí doprovázeli nejprve Bill Bruford (turné 1976) a od turné k albu Wind & Wuthering až po turné We Can't Dance pak bubeník Chester Thompson. V roce 1977 během mixování živého dvojalba Seconds Out opustil kapelu kytarista Steve Hackett a vydal se na sólovou dráhu; skupina byla nadále jen tříčlenná a na živých vystoupeních ji doprovázel kytarista Daryl Stuermer. I zbylí členové kapely se od konce 70. let věnovali sólovým projektům (Rutherford si později založil kapelu Mike & The Mechanics), zůstávali ale stále členy Genesis a nahrávali paralelně kapelní i vlastní alba.
Phil Collins, který se sám během 80. let stal jednou ze světově nejúspěšnějších poprockových hvězd, ze skupiny vystoupil teprve roku 1996, nahradil jej zpěvák Ray Wilson. V roce 1998 vystoupili 2. února Genesis se zpěvákem Ray Wilsonem ve Sportovní hale na pražském Výstavišti . Od posledního evropského turné 1998 skupina nebyla aktivní až do roku 2006. V té době hrála skupina ve složení: Ray Wilson, Tony Banks, Mike Rutherford, Nir Zidkyahu.
V roce 2007 se kapela vydala na turné Turn It On Again v klasickém složení (Phil Collins, Mike Rutherford, Tony Banks). Jednou ze zastávek na této velkolepé koncertní šňůře byla i Praha, kde Genesis vystoupili 20. června.

### Vývoj stylu a další projekty členů

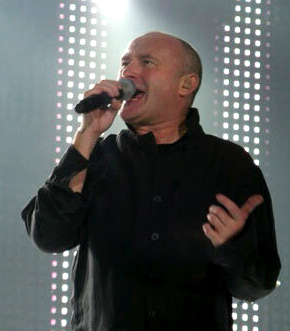
Phil Collins během koncertu v Düsseldorfu (2006)

Hudební styl skupiny se z původního a v té době módního art-rocku, navíc obohaceného o teatrální prvky Petera Gabriela při živém provádění povětšinou konceptuálních alb, typických pro vlnu britských progrockových kapel přelomu 60. a 70. let (např. Pink Floyd), začal v polovině 70. let postupně měnit v méně komplikovanou a přístupnější hudbu se stále silnějším komerčním potenciálem, až v roce 1978 Genesis uspěli se svým prvním skutečným hitem „Follow You, Follow Me“, jenž kapelu objevil i širokému popovému publiku. Na této bázi přitom stále dokázali experimentovat s novými postupy a technologiemi ještě i v následující dekádě (zejména úspěšný singl „Mama“ z roku 1983), a tím si udržela fanoušky na obou stranách posluchačského spektra. Právě zejména v této dekádě patřil soubor k vůbec největším koncertním atrakcím vedle mamutích turné té doby, jako byly koncerty Madonny, U2, Pink Floyd, Dire Straits či Stinga.
Velmi úspěšné bylo album Invisible Touch, z něhož pochází šest úspěšných singlů. Video k protiválečné skladbě „Land of Confusion“ získalo ostatně cenu pro nejlepší hudební videoklip roku 1987. Genesis v něm parodují různé diktátory světa, kolegy z hudební branže, ale i sami sebe. 
Velké množství relativně kvalitních alb mají na kontě i jednotliví členové: Phil Collins, Peter Gabriel, Steve Hackett či Rutherfordovi Mike & The Mechanics, kde vedle sebe působili již zesnulý Paul Young ze skupiny Sad Café, Paul Carrack (mj. Squeeze, Bryan Ferry Band, Roger Waters, Nick Lowe) a Peter Van Hook z holandské art rockové legendy Focus a též producent koncem 80. let zázračné písničkářky Tanity Tikaram. 
Členem Genesis byl v roce 1976 epizodně (jako koncertní zástup za Collinse, který se soustředil na zpěv) i fenomenální bubeník Bill Bruford, spoluzakladatel Yes, poté působící v King Crimson, ale i v UK. Další z Genesis, Steve Hackett (14. 7. 2011 vystoupil v Bratislavě, 6. 5. 2014 pak konečně i v Praze), který spolupracoval s Johnem Wettonem (Asia, UK, Roxy Music) a Paulem Carrackem, vytvořil v roce 1986 s kytaristou Yes a Asia Stevem Howem další superskupinu pod názvem GTR, kde hrál na basu Phil Spalding (Toyah, Mike Oldfield) a jež produkoval šéf Asia Geoff Downes, jinak též polovina dua The Buggles, kde zpíval a na basu hrál Trevor Horn (oba též Yes), který vedle umělců Frankie Goes to Hollywood, ABC, Propaganda, Grace Jones či Seala a Tatu produkoval i definitivně poslední singl Genesis „Carpet Crawles“, ale i předposlední album Yes. 
„Mozkem“ Genesis vždy byl klávesista Tony Banks, paradoxně neúspěšný se svými sólovými nahrávkami, jenž byl v roce 2010 symbolicky spolu s Collinsem, Rutherfordem i Hackettem přítomen v USA ceremonii, při níž byli Genesis uvedeni do tzv. Rock'n'Rollové síně slávy. Peter Gabriel se akce s omluvou nezúčastnil a je též zřejmě důvodem, proč se kapela už asi nikdy neobjeví ve své klasické sestavě. Phil Collins počátkem roku 2011 oznámil odchod do hudebního důchodu, ze kterého se vrací v roce 2016 zpět na hudební scénu. Mike Rutherford vydal se svými „mechaniky“ další album (Paula Carracka proto v sestavě již nenalezneme) a podnikl poměrně masivní turné, kdy nejblíže Česku vystupoval v Lipsku, ale zástavu Genesis dnes de facto drží hlavně Steve Hackett, jenž na svých koncertech pravidelně přehrává klasické skladby Genesis ze 70. let, na kterých se ostatně sám podílel a jichž si skalní fanoušci nejvíce cení.
V březnu 2023 po vydání speciálního albového boxu skupiny Genesis "BBC Broadcasts" při jeho propagaci potvrdil klávesista Tony Banks, že Genesis ukončují svoji činnost z důvodu velmi špatného zdravotního stavu zpěváka Phila Collinse .

## Diskografie
Studiová alba:
- From Genesis to Revelation (1969)
- Trespass (1970)
- Nursery Cryme (1971)
- Foxtrot (1972)

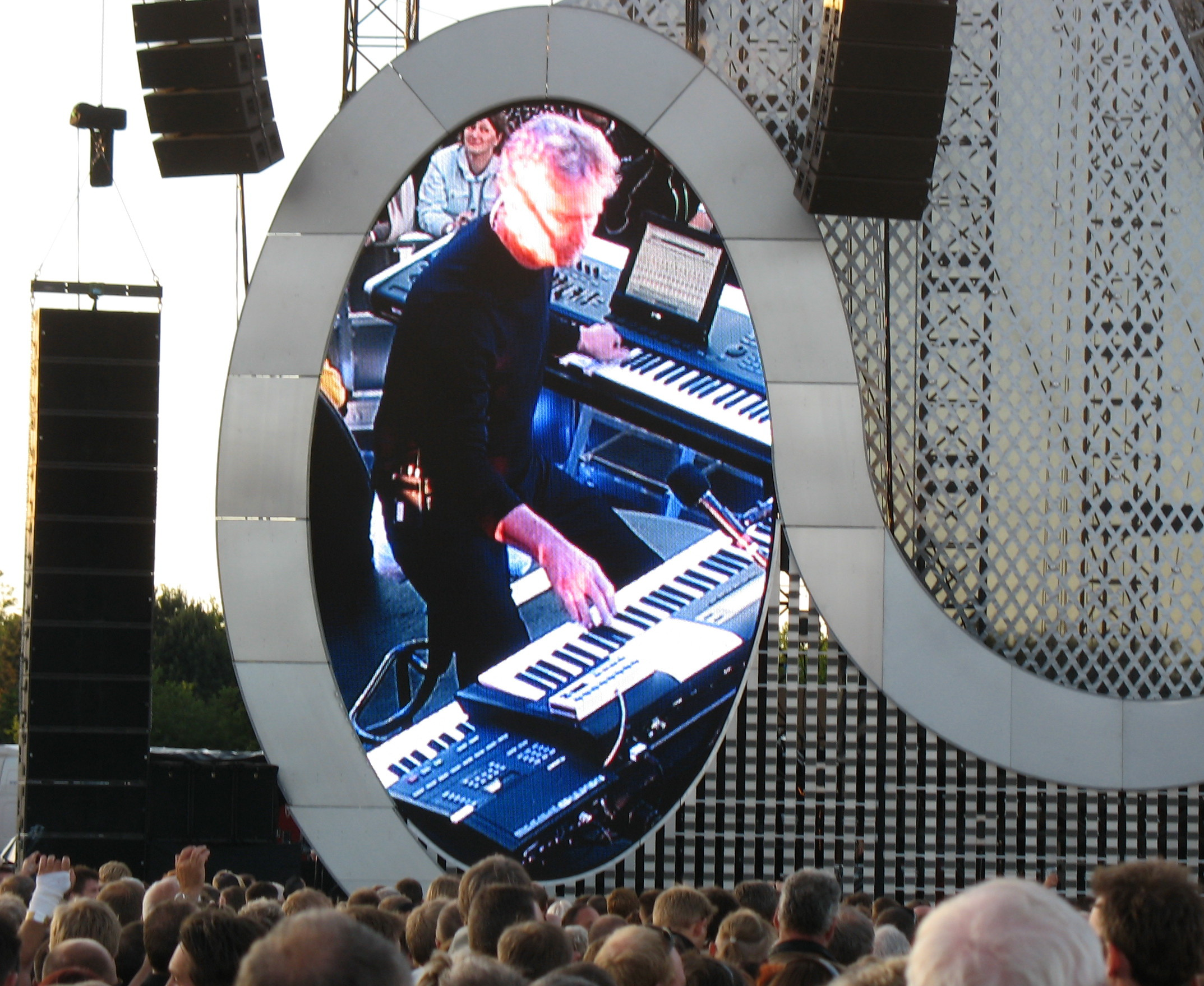
Tony Banks

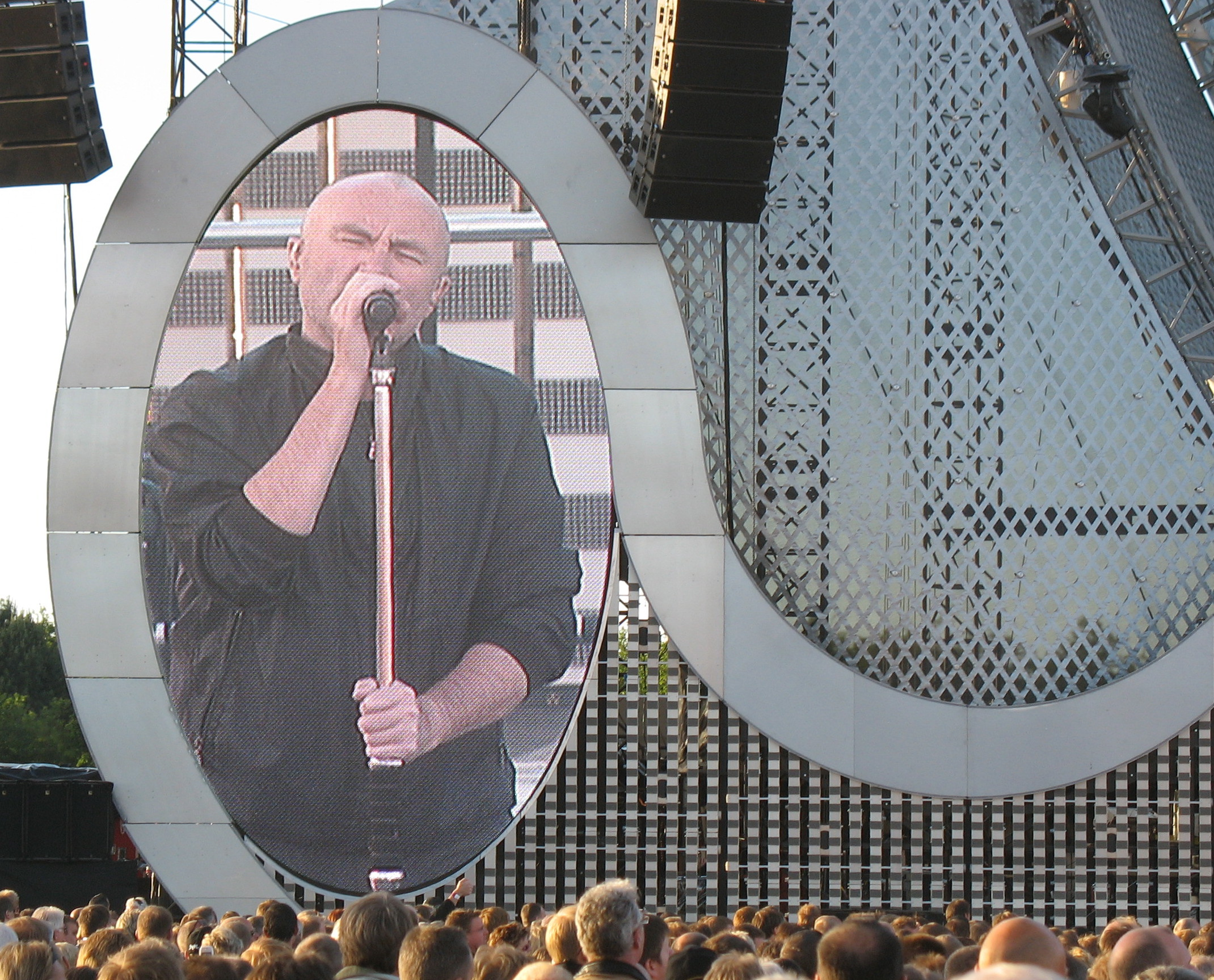
Phil Collins

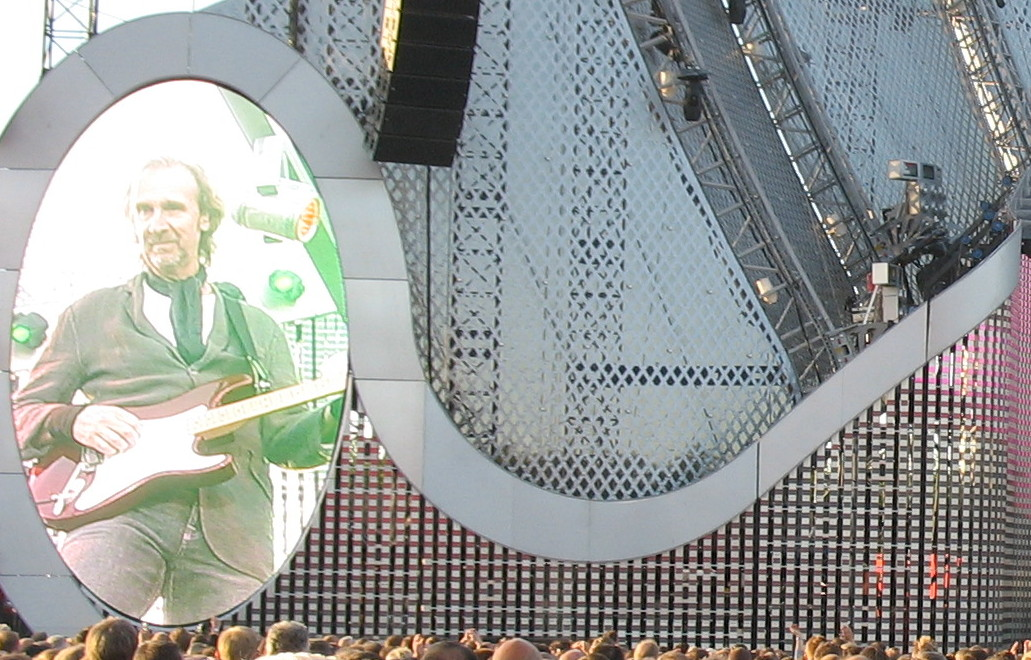
Mike Rutherford

- Selling England by the Pound (1973)
- The Lamb Lies Down on Broadway (1974)
- A Trick of the Tail (1976)
- Wind & Wuthering (1976)
- And Then There Were Three (1978)
- Duke (1980)
- Abacab (1981)
- Genesis (1983)
- Invisible Touch (1986)
- We Can't Dance (1991)
- Calling All Stations (1997)

## Členové
- Tony Banks – klávesy (1967–1998, 1999, 2000, 2006–dosud)
- Mike Rutherford – baskytara, kytara (1967–1998, 1999, 2000, 2006–dosud)
- Phil Collins – bicí, zpěv (1970–1996, 1999, 2000, 2006–dosud)
- Peter Gabriel – zpěv (1967–1975, 1982, 1999)
- Anthony Phillips – kytara (1967–1970)
- Chris Stewart – bicí (1967–1968)
- John Silver – bicí (1968–1969)
- John Mayhew – bicí (1969–1970)
- Mick Barnard – kytara (1970–1971)
- Steve Hackett – kytara (1971–1977, 1982, 1999)
- Ray Wilson – zpěv (1996–1998)

Koncertní hudebníci:
- Chester Thompson – bicí (1977–1996, 2006–dosud)
- Daryl Stuermer – kytara, baskytara (1978–1996, 2000, 2006–dosud)
- Bill Bruford – bicí (1976)
- Nir Zidkyahu – bicí (1996–1998)
- Nick D'Virgilio – bicí (1996–1997)
- Anthony Drennan – kytara, baskytara (1997–1998)